# سنده‌هی
سنده‌هِی (به مجاری:  Szendehely) یک شهرداری در مجارستان است که در ناحیه رتشاگ واقع شده‌است. سنده‌هی ۱۰٫۰۴ کیلومتر مربع مساحت و ۱٬۴۷۸ نفر جمعیت دارد.